# Jorge de Brito, capitão das Molucas
Jorge de Brito (c. 1490 - Sultanato de Achém, 1521), foi um fidalgo e militar português nomeado em 1520 pelo rei D. Manuel I como capitão das Molucas, com a missão específica de que "prendesse a Fernão de Magalhães se lá fosse ter".

## Biografia
Era filho de João de Brito Nogueira, Fidalgo da Casa Real e membro do Conselho Régio de D. Manuel I em 16.04.1514, com D. Brites de Lima, filha do 4.º senhor de Regalados; e sobrinho paterno de Luís de Brito Nogueira, senhor da casa dos morgados de Santo Estevão em Beja e de S. Lourenço em Lisboa, que depois viriam a herdar por casamento o título de visconde de Vila Nova de Cerveira.
Sendo assim irmão de Lopo de Brito e de António de Brito, dois militares portugueses que igualmente desempenharam cargos de relevo no Estado da Índia, no 1.º quartel do século XVI.
Não se sabe com exatidão a data do seu nascimento, mas tendo em conta que sua avó materna era a última de onze filhos e filhas de um casamento celebrado em 1432, deve ter ocorrido entre finais da década de 1480 e início dos anos 1490.

### A viagem de Lisboa em direção às Molucas
O cronista Fernão Lopes Castanheda relata que D. Manuel I, ofendido e irritado com a notícia de que Fernão de Magalhães se passara para o serviço da coroa de Castela, na pessoa do imperador Carlos V, a quem convencera que as Ilhas Molucas lhe pertenciam e de quem recebera uma armada para as descobrir, por via de uma rota marítima ocidental, resolveu reagir com o envio de uma frota portuguesa, que deveria chegar às Molucas antes de Fernão de Magalhães e, se possível, prendê-lo.
O soberano escolheu para chefiar essa missão o fidalgo da casa real, Jorge de Brito, "por confiar dele que ho faria bem", e decidiu ainda que os objetivos da viagem deveriam ser mantidos em máximo segredo. 
Ordenou a Jorge de Brito que não revelasse a ninguém o destino final da expedição, até que chegasse a Goa. E deu-lhe instruções para fundar uma fortaleza numa das Ilhas do arquipélago das Molucas ("aquela que mais lhe aprouvesse"). Para esse efeito, entregou-lhe o comando de uma armada de 500 homens, com artilharia e munições destinadas a fornecer a fortaleza e oficiais para servirem sob as suas ordens. Jorge de Brito recebeu a mercê de ser ele a escolher quem quisesse para desempenhar esses cargos, apenas sob a condição de não revelar para onde os oficiais iriam, devendo das respectivas atas de nomeação constar apenas que os cargos "seriam exercidos aonde Jorge de Brito fosse".
Para melhor encobrir os verdadeiros objetivos da armada, D. Manuel I fez constar que ela tinha como destino final a construção de uma fortaleza na ilha de Samatra; e entregou nas mãos de Jorge de Brito instruções dirigidas ao governador da Índia, para que este lhe desse todos os mais navios e gente que solicitasse, a fim de bem cumprir a sua missão.
Jorge de Brito recebeu também a capitania mor da totalidade da armada que partiu para a Índia no ano de 1520, de que faziam parte comandantes como Gaspar da Silva, que deveria capitanear uma fortaleza a edificar em Chaul, Pedro Lopes de Sampaio, nomeado capitão de uma outra fortaleza, a construir nas Ilhas Maldivas, Pedro Lourenço de Melo, com a incumbência de seguir viagem até à China, e Manuel de Sousa e Rui Vaz Pereira, capitães de galeões que deveriam ficar em Goa.
Depois de chegar a Goa, Jorge de Brito seguiu viagem em direção a Malaca, e aportou junto à cidade de Banda Achém, na ilha de Samatra, capital do sultanato de Achém, cujo sultão era inimigo dos portugueses, a quem já tinha apresado bens e fazenda.

### Morte em combate, em Achém
Mandou logo recado ao sultão, manifestando a sua surpresa por este não querer ser amigo dos portugueses, como o eram os outros reis da ilha de Sumatra e ordenando-lhe que devolvesse "antes do anoitecer" os bens portugueses que tinha sequestrado, senão iria tomá-los pela força.

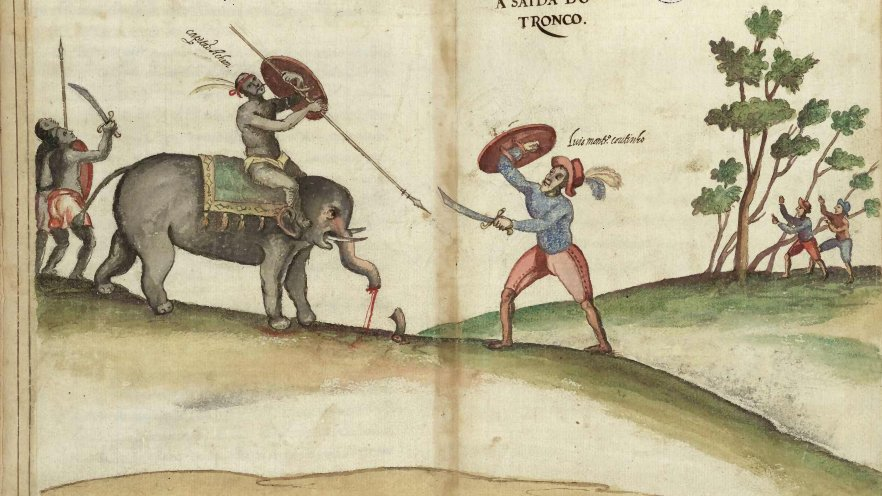
Desenho em aguarela, representando um combate entre um soldado português e um guerreiro do Sultanato de Achém, o local onde Jorge de Brito encontrou a sua morte

Perante a não resposta do sultão, Jorge de Brito reuniu o conselho dos seus capitães, que decidiu um desembarque para tentar retomar os bens sequestrados, com o uso da força militar portuguesa. Contudo, a frota lusa teve dificuldade na manobra de desembarque, que ocorreu de forma desordenada, e sob ataque das forças do sultão, com uso de elefantes de guerra. No confronto, os portugueses perderam 70 homens, entre os quais o próprio Jorge de Brito, e viram-se forçados a reembarcar para evitar mais baixas.
A frota portuguesa, já sem o falecido Jorge de Brito, seguiu assim viagem com destino ao Forte de Pacém, também na ilha de Samatra, recentemente construído pelos portugueses, onde estava como capitão Jorge de Albuquerque. 

### A nomeação do seu substituto
O irmão de Jorge de Brito, chamado António de Brito, que era também capitão na armada lusa, encontrou entretanto um alvará de D. Manuel I, que o nomeava capitão das Molucas, em substituição de Jorge de Brito, no caso de este morrer. Mas Jorge de Albuquerque opôs-se a esta nomeação, alegando que o alvará real só seria válido caso a frota já tivesse chegado às Molucas, o que não era o caso. 
A disputa foi então submetida aos votos "dos capitães, mestres, pilotos e homens honrados da armada" que escolheram por unanimidade ficar sob a chefia de António de Brito.
De Pacém, a frota seguiu para Malaca, onde o governador da praça, Garcia de Sá, os recebeu; foi aí que António de Brito esperou a monção, para seguir então até o seu destino final das Molucas, onde viria a fundar o Forte de São João Batista de Ternate, primeira fortaleza colonial europeia no arquipélago. António de Brito exerceria o cargo de capitão e governador do território de 1522 a 1525.